# Marius Bar
Pour les articles homonymes, voir Bar.
Cet article possède un paronyme, voir Marius Baar.
Marius Bar, né le 15 avril 1862 à Marseille et mort le 23 août 1930 à Toulon, est un photographe français.

## Biographie
Marius Bar fut un élève de Pélissier et de Lina Bonnot.
Il fut un temps associé au photographe Paul Couadou.
Toute sa vie, son sujet de prédilection fut la ville de Toulon et ce qui la concernait : les paysages, les marines, les scènes de la vie quotidienne et les navires du port.
Au cours de sa carrière il sera l'ami ou croisera de nombreux artistes tels Victor Gensolen, Paulin Bertrand, les poètes François Armagnin et Théodore Botrel ou l'écrivain Jean Aicard.

## Galerie

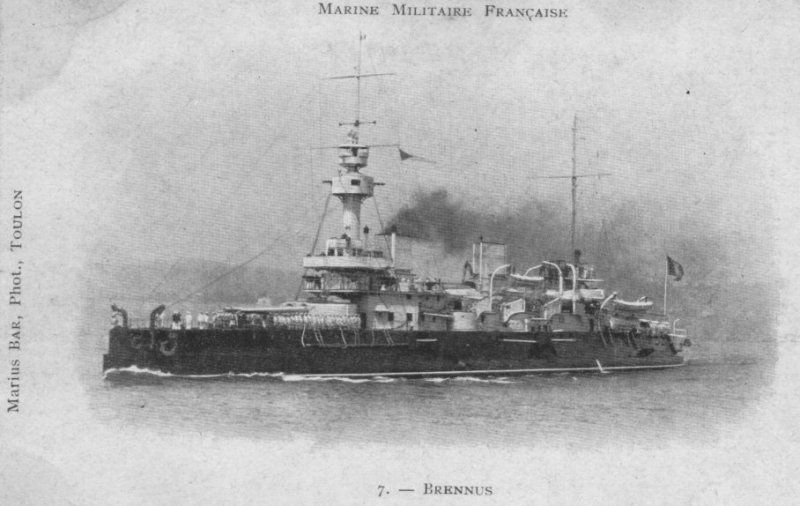
Le cuirassé Brennus.
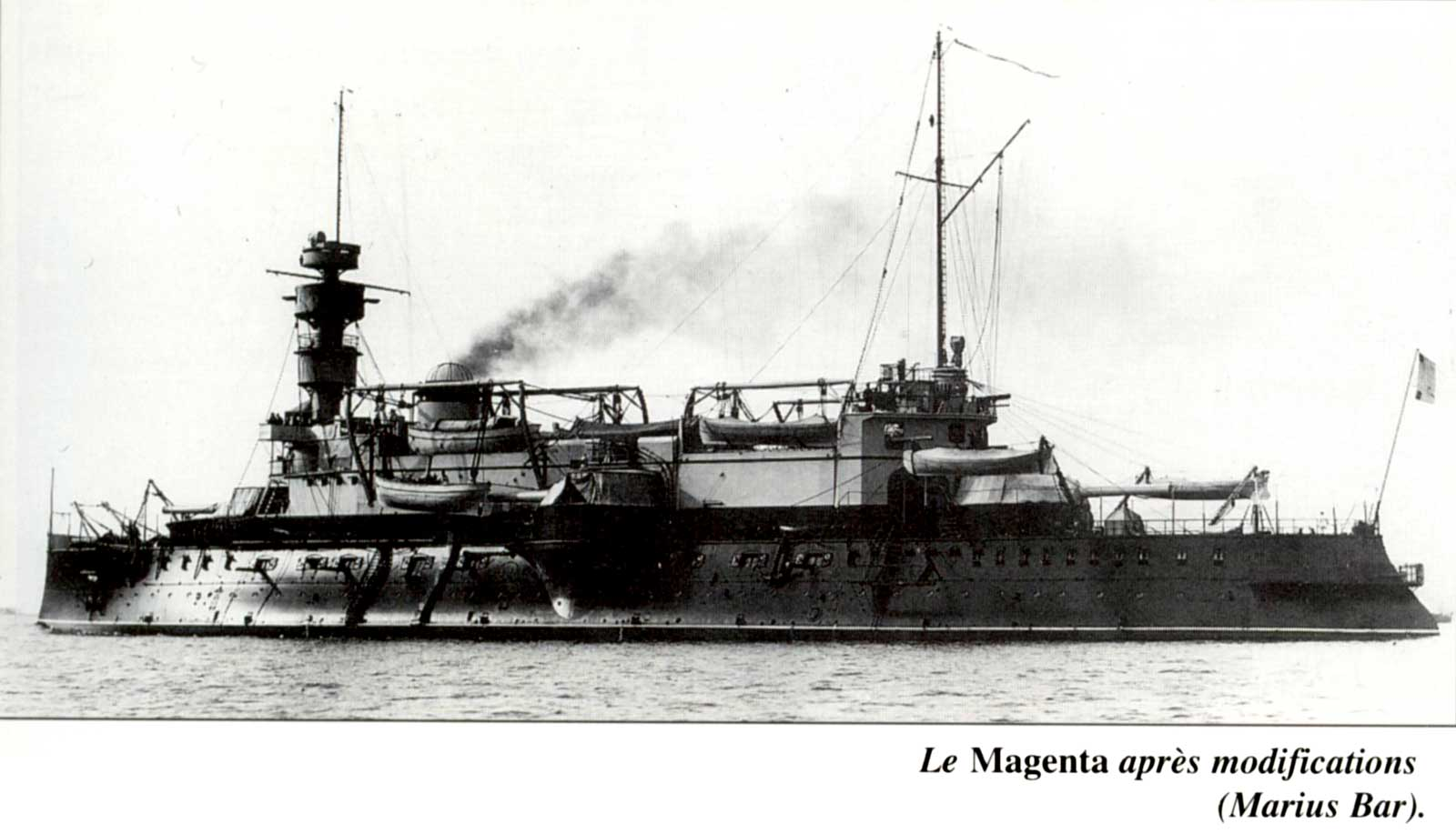
Le cuirassé Magenta.
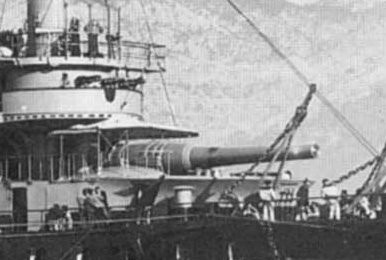
Un canon de 340 sur le Magenta.
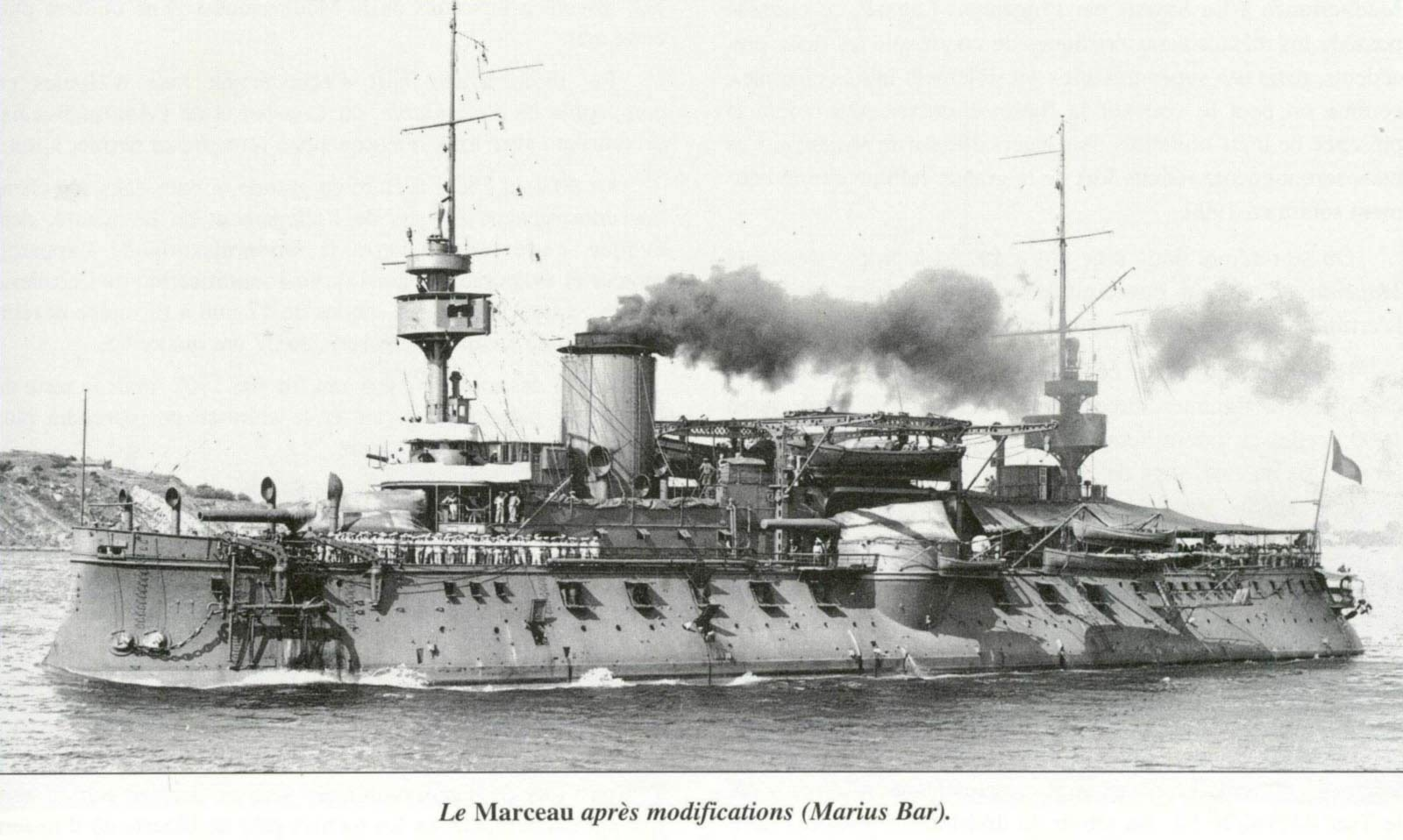
Le cuirassé Marceau.
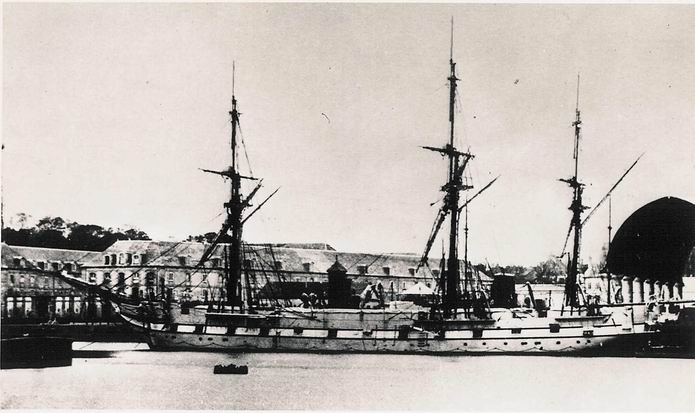
L’Assas.
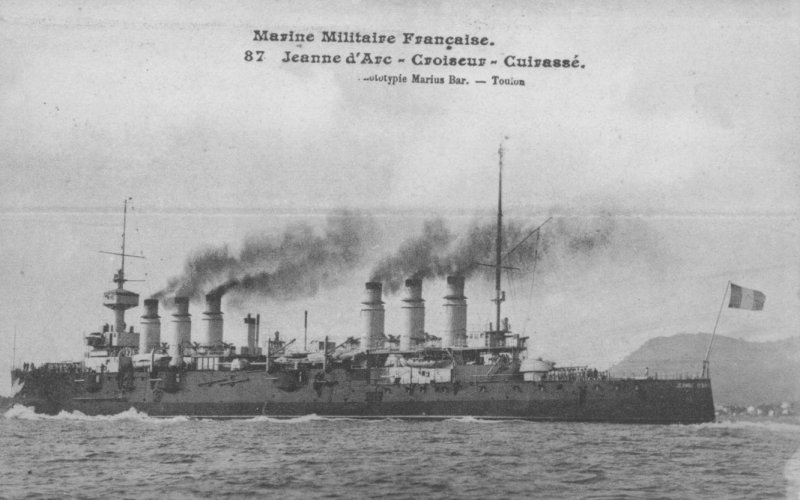
Le croiseur cuirassé Jeanne d'Arc.
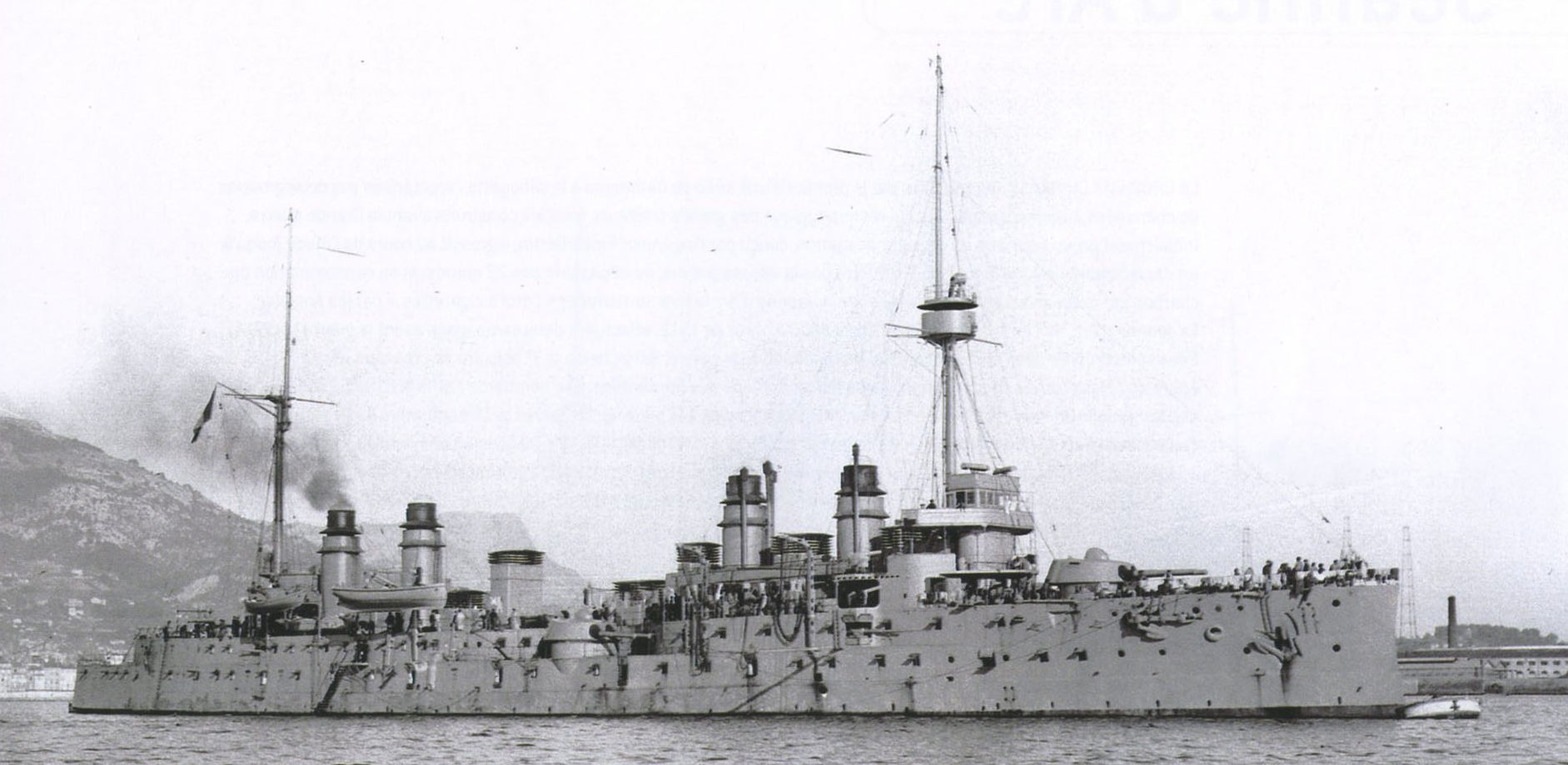
Le croiseur cuirassé Dupleix.